# Clémence Saint-Preux
Clémence Saint-Preux, znana jako Clémence (ur. 29 listopada 1988 w Neuilly-sur-Seine) – francuska piosenkarka i kompozytorka.

## Kariera muzyczna
Clémence jest najmłodszą córką malarki oraz francuskiego kompozytora Saint-Preux’a. 
Piosenkarkę w wieku dwunastu lat zaprosił do współpracy Johnny Hallyday, z którym w 2001 roku nagrała singel „On a tous besoin d’amour”. Utwór osiągnął 4. miejsce na liście Top 100 Singles we Francji oraz 3. pozycję w zestawieniu Ultratop 50 Singles w Belgii.
W 2002 roku wokalistka wydała utwór „Un seul mot d’amour”, w którym gościnnie wzięli udział Philippe d’Avilla, Nuno Resende oraz Pino Santoro. Piosenka dotarła do 48. miejsca francuskiego zestawienia singli oraz 20. pozycji na walońskiej liście przebojów.
Kolejny singel „Concerto pour deux voix”, w którym gościnnie wystąpił Jean-Baptiste Maunier, piosenkarka wydała w 2005 roku. Po raz pierwszy utwór wokalistki zadebiutował na cotygodniowej liście przebojów Singles Top 100 w Szwajcarii, gdzie dotarł do 18. pozycji. Piosenka uplasowała się ponadto na 3. miejscu listy Top Singles & Titres we Francji oraz 2. pozycji zestawienia Ultratop 50 Singles.
Pierwszy solowy singel wokalistki „Sans défense” dotarł do 62. pozycji szwajcarskiego zestawienia Singles Top 100, 12. miejsca na francuskiej liście singli oraz 21. pozycji w belgijskim zestawieniu Ultratop 50 Singles. Wydany w 2006 roku drugi solowy singel wokalistki „La vie comme elle vient” uplasował się natomiast na 18. miejscu we Francji oraz 63. pozycji w Szwajcarii.
Za pośrednictwem portalu Sellaband piosenkarka uzyskała w 2007 roku wsparcie finansowe na wydanie debiutanckiego albumu.
W 2011 roku zagrała rolę Amy w filmie Ba li bao bei.

## Dyskografia[9]
Albumy
- 2008: Mes Jours / Bewitching

Single
- 2001: „On a tous besoin d’amour” (oraz Johnny Hallyday)
- 2002: „Un seul mot d’amour” (oraz Philippe D’avilla, Nuno Resende i Pino Santoro)
- 2005: „Concerto pour deux voix” (oraz Jean-Baptiste Maunier)
- 2005: „Sans défense”
- 2006: „La vie comme elle vient”
- 2007: „Où es-tu”